# Eso es el amor
Eso es el amor es una canción compuesta por Pepe Iglesias El Zorro y publicada por primera vez en España en 1956.

## Descripción
Con tono humorístico, el tema, ritmo de cha-cha-cha hace una descripción de las distintas fases del proceso amoroso, comparándolo con las estaciones del año y su progresivo deterioro:

Primavera, la espera
verano, la mano
otoño, el retoño
invierno, el infierno
Eso es el amor

## Versiones
Interpretada por primera vez por Tete Montoliu y su conjunto musical en 1956, quizá la versión más célebre es la de Gloria Lasso (1959), que alcanzó el número 15 en la lista de éxitos musicales de ese año. Otras versiones se deben a Trío Acuario (1976), Juanito Segarra (1978), The Manhattan Transfer (1978), Victoria Abril (1979), Lolita Garrido (1982), La Década Prodigiosa (1985) o la italiana Mina (1984).
La versión del Trío Acuario fue objeto de imitación por Toñi Salazar y Los Chunguitos en el programa de televisión Tu cara me suena (2014). Además, fue versionada en dos ocasiones en el programa de televisión Telepasión de La 1 de TVE. Primero por Paco Valladares en 1994 y cinco años después por Manuel Giménez.